# Sport- und Schwimmverein Jahn 2000 Regensburg 2013-2014
Questa voce raccoglie le informazioni riguardanti lo Sport- und Schwimmverein Jahn 2000 Regensburg nelle competizioni ufficiali della stagione 2013-2014.

## Stagione
Nella stagione 2013-2014 il Jahn Regensburg, allenato da Thomas Stratos, concluse il campionato di 3. Liga all'11º posto. In Coppa di Germania il Jahn Regensburg fu eliminato al primo turno dall'Union Berlino.

## Rosa
| N. |                     | Ruolo | Calciatore          |
| -- | ------------------- | ----- | ------------------- |
| 1  | Germania (bandiera) | P     | Patrick Wiegers     |
| 3  | Germania (bandiera) | C     | Andreas Güntner     |
| 4  | Germania (bandiera) | D     | Gino Windmüller     |
| 5  | Germania (bandiera) | C     | Azur Velagić        |
| 6  | Germania (bandiera) | C     | Thomas Kurz         |
| 7  | Marocco (bandiera)  | A     | Abdenour Amachaibou |
| 8  | Germania (bandiera) | C     | Jonatan Kotzke      |
| 9  | Germania (bandiera) | A     | Romas Dressler      |
| 10 | Siria (bandiera)    | C     | Aias Aosman         |
| 11 | Germania (bandiera) | C     | Patrick Haag        |
| 13 | Germania (bandiera) | C     | Jim-Patrick Müller  |
| 14 | Germania (bandiera) | D     | Fabian Trettenbach  |
| 16 | Germania (bandiera) | D     | Thorben Stadler     |

| N. |                                 | Ruolo | Calciatore           |
| -- | ------------------------------- | ----- | -------------------- |
| 16 | Germania (bandiera)             | C     | Andreas Schäffer     |
| 17 | Germania (bandiera)             | D     | Oliver Hein          |
| 18 | Germania (bandiera)             | C     | Marius Müller        |
| 19 | Germania (bandiera)             | A     | Benedikt Schmid      |
| 20 | Bosnia ed Erzegovina (bandiera) | C     | Zlatko Muhović       |
| 22 | Germania (bandiera)             | D     | Mario Neunaber       |
| 23 | Austria (bandiera)              | P     | Bernhard Hendl       |
| 25 | Germania (bandiera)             | C     | Markus Smarzoch      |
| 26 | Germania (bandiera)             | P     | Alexander Heep       |
| 27 | Romania (bandiera)              | A     | Ruben Popa           |
| 28 | Germania (bandiera)             | D     | Sebastian Nachreiner |
| 30 | Germania (bandiera)             | A     | Daniel Franziskus    |

## Organigramma societario
Area tecnica
- Allenatore: Thomas Stratos
- Allenatore in seconda: Harald Gfreiter
- Preparatore dei portieri: Oliver Karl
- Preparatori atletici:

## Calciomercato

### Sessione estiva
| Acquisti | Acquisti                | Acquisti          | Acquisti |
| R.       | Nome                    | da                | Modalità |
| -------- | ----------------------- | ----------------- | -------- |
| D        | Thorben Stadler         | Kickers Stoccarda |          |
| A        | Daniel Franziskus       | TuS Pewsum        |          |
| C        | Dimitris Anastasopoulos | AEK Atene         |          |
| C        | Aias Aosman             | Colonia II        |          |
| A        | Romas Dressler          | Wormatia Worms    |          |
| P        | Alexander Heep          | Heimstetten       |          |
| A        | Ruben Popa              | Jahn Ratisbona II |          |
| D        | Fabian Trettenbach      | Jahn Ratisbona II |          |
| C        | Azur Velagić            | Ingolstadt 04 II  |          |
| D        | Gino Windmüller         | Bergisch Gladbach |          |

| Cessioni | Cessioni          | Cessioni          | Cessioni |
| R.       | Nome              | a                 | Modalità |
| -------- | ----------------- | ----------------- | -------- |
| C        | Denis Weidlich    | Hansa Rostock     |          |
| A        | Koray Altınay     | Çaykur Rizespor   |          |
| D        | Carlinhos         | Desportivo Brasil |          |
| C        | Julian de Guzmán  | Xanthī            |          |
| A        | Marco Djuričin    | Sturm Graz        |          |
| A        | Sebastian Hofmann | Nöttingen         |          |
| C        | Wilson Kamavuaka  | Malines           |          |
| A        | Koke              | Blooming          |          |
| D        | André Laurito     | Rot-Weiß Erfurt   |          |
| P        | Timo Ochs         | Saarbrücken       |          |
| D        | Christian Rahn    | St. Pauli II      |          |
| A        | Francky Sembolo   | Arminia Bielefeld |          |
| C        | Julian Wießmeier  | Wehen Wiesbaden   |          |
| D        | Philipp Ziereis   | St. Pauli         |          |

### Sessione invernale
| Acquisti | Acquisti       | Acquisti        | Acquisti |
| R.       | Nome           | da              | Modalità |
| -------- | -------------- | --------------- | -------- |
| C        | Zlatko Muhović | Preußen Münster |          |

| Cessioni | Cessioni | Cessioni | Cessioni |
| R.       | Nome     | a        | Modalità |
| -------- | -------- | -------- | -------- |

## Risultati

### 3. Liga

#### Girone di andata
| Ratisbona 20 luglio 2013, ore 14:00 CEST 1ª giornata | Jahn Ratisbona | 0 – 0 referto | Unterhaching | Jahnstadion (4 405 spett.)\| Arbitro: \| Petersen \| |
| Arbitro:                                             | Petersen       |               |              |                                                      |

| Arbitro: | Thomsen |

|                               |           |                                |
| Niederlechner 13’ Göhlert 66’ | Marcatori | 40’ (rig.) Neunaber 82’ Müller |

| Arbitro: | Blos |

|                           |           |           |
| Onuegbu 37’ Tsourakis 86’ | Marcatori | 2’ Aosman |

| Arbitro: | Schröder |

|                              |           |                                                |
| Kurz 14’ Amachaibou 48’, 89’ | Marcatori | 25’, 43’ Fink 28’, 64’ Pusch 41’ Garbuschewski |

| Arbitro: | Jablonski |

|                  |           |                       |
| Solga 82’ (rig.) | Marcatori | 74’ Schmid 85’ Müller |

| Arbitro: | Unger |

|                 |           |  |
| Aosman 34’, 76’ | Marcatori |  |

| Arbitro: | Alt |

|                                           |           |                             |
| Ruprecht 5’ Iōannidīs 10’, 13’ Starke 89’ | Marcatori | 43’ Neunaber 90’ Amachaibou |

| Arbitro: | Kempter |

|                             |           |  |
| Smarzoch 60’ Franziskus 90’ | Marcatori |  |

| Arbitro: | Christ |

|                                                  |           |  |
| Braun-Schumacher 35’ Soriano 62’ Leutenecker 70’ | Marcatori |  |

| Arbitro: | Göpferich |

|                          |           |                                                   |
| Kotzke 4’ Amachaibou 51’ | Marcatori | 14’ Bertram 39’ Furuholm 84’ Lindenhahn 88’ Baude |

| Münster 28 settembre 2013, ore 14:00 CEST 11ª giornata | Preußen Münster | 0 – 0 referto | Jahn Ratisbona | Preußenstadion (6 351 spett.)\| Arbitro: \| Steinberg \| |
| Arbitro:                                               | Steinberg       |               |                |                                                          |

| Arbitro: | Blos |

|                |           |            |
| Amachaibou 75’ | Marcatori | 69’ Benčík |

| Arbitro: | Jablonski |

|                         |           |  |
| Heidinger 44’ Frahn 83’ | Marcatori |  |

| Arbitro: | Schröder |

|                                         |           |              |
| Smarzoch 48’ Hein 88’ (rig.) Schmid 90’ | Marcatori | 77’ Nietfeld |

| Arbitro: | Reichel |

|             |           |            |
| Jänicke 34’ | Marcatori | 14’ Kotzke |

| Arbitro: | Dittrich |

|              |           |  |
| Dressler 87’ | Marcatori |  |

| Arbitro: | Sather |

|                       |           |            |
| Vaccaro 41’, 70’, 90’ | Marcatori | 61’ Müller |

| Arbitro: | Glasmacher |

|                     |           |  |
| Aosman 10’ Hein 57’ | Marcatori |  |

| Arbitro: | Weickenmeier |

|              |           |  |
| Testroet 26’ | Marcatori |  |

#### Girone di ritorno
| Arbitro: | Blos |

|  |           |                                                          |
|  | Marcatori | 18’ Neunaber 28’ Dressler 55’ Amachaibou 89’ Trettenbach |

| Ratisbona 14 dicembre 2013, ore 14:00 CET 20ª giornata | Jahn Ratisbona | 0 – 0 referto | Heidenheim | Jahnstadion (3 100 spett.)\| Arbitro: \| Heft \| |
| Arbitro:                                               | Heft           |               |            |                                                  |

| Arbitro: | Dingert |

|              |           |            |
| Dressler 54’ | Marcatori | 45’ Zoundi |

| Arbitro: | Steinberg |

|  |           |                                |
|  | Marcatori | 43’, 53’ Müller 48’ Amachaibou |

| Arbitro: | Giese |

|                             |           |            |
| Windmüller 61’ Dressler 73’ | Marcatori | 35’ Nyarko |

| Arbitro: | Sather |

|                            |           |              |
| Sailer 17’ Stroh-Engel 61’ | Marcatori | 90’ Dressler |

| Arbitro: | Storks |

|                     |           |                   |
| Neunaber 83’ (rig.) | Marcatori | 25’ (rig.) Savran |

| Arbitro: | Rohde |

|                                          |           |                     |
| Ziemer 10’ (rig.) Mandt 52’ Ishihara 70’ | Marcatori | 25’, 89’ Amachaibou |

| Arbitro: | Weickenmeier |

|  |           |                  |
|  | Marcatori | 90’ Edwini-Bonsu |

| Arbitro: | Blos |

|                                  |           |                |
| Gogia 22’, 70’ Furuholm 38’, 65’ | Marcatori | 74’ Franziskus |

| Arbitro: | Reichel |

|                          |           |  |
| Müller 7’ Franziskus 81’ | Marcatori |  |

| Arbitro: | Jablonski |

|                          |           |                                  |
| Burkhardt 4’ Schröck 70’ | Marcatori | 83’ Amachaibou 90’ (rig.) Aosman |

| Arbitro: | Glasmacher |

|  |           |                                 |
|  | Marcatori | 1’ Frahn 21’ Jung 86’ Hoheneder |

| Arbitro: | Willenborg |

|                                          |           |                                                |
| Pfingsten-Reddig 10’ (rig.) Kammlott 68’ | Marcatori | 31’ (rig.) Neunaber 59’ Muhović 75’ Windmüller |

| Arbitro: | Wingenbach |

|                                                |           |  |
| Muhović 20’ Neunaber 73’ (rig.) Amachaibou 81’ | Marcatori |  |

| Kiel 19 aprile 2014, ore 14:00 CEST 35ª giornata | Holstein Kiel | 0 – 0 referto | Jahn Ratisbona | Holstein-Stadion (5 339 spett.)\| Arbitro: \| Grudzinski \| |
| Arbitro:                                         | Grudzinski    |               |                |                                                             |

| Ratisbona 26 aprile 2014, ore 14:00 CEST 36ª giornata | Jahn Ratisbona | 0 – 0 referto | Elversberg | Jahnstadion (2 859 spett.)\| Arbitro: \| Siewer \| |
| Arbitro:                                              | Siewer         |               |            |                                                    |

| Arbitro: | Glasmacher |

|                  |           |            |
| Geyer 24’ (rig.) | Marcatori | 66’ Müller |

| Ratisbona 10 maggio 2014, ore 13:30 CEST 38ª giornata | Jahn Ratisbona | 0 – 0 referto | Osnabrück | Jahnstadion (3 156 spett.)\| Arbitro: \| Gerach \| |
| Arbitro:                                              | Gerach         |               |           |                                                    |

### Coppa di Germania
| Arbitro: | Welz |

|                |           |                       |
| Amachaibou 19’ | Marcatori | 21’ Brandy 42’ Köhler |

## Statistiche

### Statistiche di squadra
| Competizione      | Punti | In casa | In casa | In casa | In casa | In casa | In casa | In trasferta | In trasferta | In trasferta | In trasferta | In trasferta | In trasferta | Totale | Totale | Totale | Totale | Totale | Totale | DR |
| Competizione      | Punti | G       | V       | N       | P       | Gf      | Gs      | G            | V            | N            | P            | Gf           | Gs           | G      | V      | N      | P      | Gf     | Gs     | DR |
| ----------------- | ----- | ------- | ------- | ------- | ------- | ------- | ------- | ------------ | ------------ | ------------ | ------------ | ------------ | ------------ | ------ | ------ | ------ | ------ | ------ | ------ | -- |
| 3. Liga           | 49    | 19      | 8       | 7       | 4       | 25      | 18      | 19           | 4            | 6            | 9            | 26           | 33           | 38     | 12     | 13     | 13     | 51     | 51     | 0  |
| Coppa di Germania | -     | 1       | 0       | 0       | 1       | 1       | 2       | 0            | 0            | 0            | 0            | 0            | 0            | 1      | 0      | 0      | 1      | 1      | 2      | -1 |
| Totale            | 49    | 20      | 8       | 7       | 5       | 26      | 20      | 19           | 4            | 6            | 9            | 26           | 33           | 39     | 12     | 13     | 14     | 52     | 53     | -1 |

### Andamento in campionato
| Giornata  | 1 | 2  | 3  | 4  | 5  | 6 | 7  | 8  | 9  | 10 | 11 | 12 | 13 | 14 | 15 | 16 | 17 | 18 | 19 | 20 | 21 | 22 | 23 | 24 | 25 | 26 | 27 | 28 | 29 | 30 | 31 | 32 | 33 | 34 | 35 | 36 | 37 | 38 |
| --------- | - | -- | -- | -- | -- | - | -- | -- | -- | -- | -- | -- | -- | -- | -- | -- | -- | -- | -- | -- | -- | -- | -- | -- | -- | -- | -- | -- | -- | -- | -- | -- | -- | -- | -- | -- | -- | -- |
| Luogo     | C | T  | T  | C  | T  | C | T  | C  | T  | C  | T  | C  | T  | C  | T  | C  | T  | C  | T  | T  | C  | C  | T  | C  | T  | C  | T  | C  | T  | C  | T  | C  | T  | C  | T  | C  | T  | C  |
| Risultato | N | N  | P  | P  | V  | V | P  | V  | P  | P  | N  | N  | P  | V  | N  | V  | P  | V  | P  | V  | N  | N  | V  | V  | P  | N  | P  | P  | P  | V  | N  | P  | V  | V  | N  | N  | N  | N  |
| Posizione | 8 | 11 | 12 | 15 | 13 | 8 | 15 | 11 | 13 | 16 | 16 | 16 | 17 | 16 | 15 | 12 | 14 | 13 | 15 | 14 | 12 | 12 | 10 | 8  | 10 | 10 | 11 | 12 | 14 | 12 | 12 | 14 | 12 | 10 | 12 | 10 | 10 | 11 |

Legenda:

Luogo: C = Casa; T = Trasferta. Risultato: V = Vittoria; N = Pareggio; P = Sconfitta.

### Statistiche dei giocatori
| Giocatore         | 3. Liga  | 3. Liga | 3. Liga     | 3. Liga    | Coppa di Germania | Coppa di Germania | Coppa di Germania | Coppa di Germania | Totale   | Totale | Totale      | Totale     |
| Giocatore         | Presenze | Reti    | Ammonizioni | Espulsioni | Presenze          | Reti              | Ammonizioni       | Espulsioni        | Presenze | Reti   | Ammonizioni | Espulsioni |
| ----------------- | -------- | ------- | ----------- | ---------- | ----------------- | ----------------- | ----------------- | ----------------- | -------- | ------ | ----------- | ---------- |
| A. Amachaibou     | 35       | 11      | 4           | 0          | 1                 | 1                 | 0                 | 0                 | 36       | 12     | 4           | 0          |
| D. Anastasopoulos | 4        | 0       | 2           | 0          | 1                 | 0                 | 0                 | 0                 | 5        | 0      | 2           | 0          |
| A. Aosman         | 33       | 5       | 11          | 0          | 1                 | 0                 | 0                 | 0                 | 34       | 5      | 11          | 0          |
| R. Dressler       | 19       | 5       | 5           | 0          | 1                 | 0                 | 0                 | 0                 | 20       | 5      | 5           | 0          |
| D. Franziskus     | 17       | 3       | 1           | 2          | 0                 | 0                 | 0                 | 0                 | 17       | 3      | 1           | 2          |
| A. Güntner        | 27       | 0       | 4           | 1          | 0                 | 0                 | 0                 | 0                 | 27       | 0      | 4           | 1          |
| P. Haag           | 21       | 0       | 4           | 0          | 1                 | 0                 | 0                 | 0                 | 22       | 0      | 4           | 0          |
| A. Heep           | 0        | 0       | 0           | 0          | 0                 | 0                 | 0                 | 0                 | 0        | 0      | 0           | 0          |
| O. Hein           | 34       | 2       | 6           | 0          | 1                 | 0                 | 0                 | 0                 | 35       | 2      | 6           | 0          |
| B. Hendl          | 24       | 0       | 1           | 0          | 1                 | 0                 | 0                 | 0                 | 25       | 0      | 1           | 0          |
| J. Kotzke         | 26       | 2       | 2           | 1          | 0                 | 0                 | 0                 | 0                 | 26       | 2      | 2           | 1          |
| T. Kurz           | 5        | 1       | 1           | 0          | 1                 | 0                 | 0                 | 0                 | 6        | 1      | 1           | 0          |
| Z. Muhović        | 16       | 2       | 1           | 0          | 0                 | 0                 | 0                 | 0                 | 16       | 2      | 1           | 0          |
| J. Müller         | 35       | 7       | 8           | 0          | 1                 | 0                 | 0                 | 0                 | 36       | 7      | 8           | 0          |
| M. Müller         | 10       | 0       | 3           | 0          | 1                 | 0                 | 0                 | 0                 | 11       | 0      | 3           | 0          |
| S. Nachreiner     | 38       | 0       | 3           | 0          | 1                 | 0                 | 0                 | 1                 | 39       | 0      | 3           | 1          |
| M. Neunaber       | 32       | 6       | 6           | 1          | 1                 | 0                 | 0                 | 0                 | 33       | 6      | 6           | 1          |
| R. Popa           | 13       | 0       | 1           | 0          | 0                 | 0                 | 0                 | 0                 | 13       | 0      | 1           | 0          |
| B. Schmid         | 21       | 2       | 1           | 0          | 1                 | 0                 | 0                 | 0                 | 22       | 2      | 1           | 0          |
| A. Schäffer       | 0        | 0       | 0           | 0          | 0                 | 0                 | 0                 | 0                 | 0        | 0      | 0           | 0          |
| M. Smarzoch       | 23       | 2       | 3           | 0          | 0                 | 0                 | 0                 | 0                 | 23       | 2      | 3           | 0          |
| T. Stadler        | 6        | 0       | 1           | 0          | 0                 | 0                 | 0                 | 0                 | 6        | 0      | 1           | 0          |
| F. Trettenbach    | 16       | 1       | 4           | 0          | 1                 | 0                 | 0                 | 0                 | 17       | 1      | 4           | 0          |
| A. Velagić        | 25       | 0       | 5           | 0          | 0                 | 0                 | 0                 | 0                 | 25       | 0      | 5           | 0          |
| D. Weidlich       | 0        | 0       | 0           | 0          | 0                 | 0                 | 0                 | 0                 | 0        | 0      | 0           | 0          |
| P. Wiegers        | 14       | 0       | 1           | 0          | 0                 | 0                 | 0                 | 0                 | 14       | 0      | 1           | 0          |
| G. Windmüller     | 34       | 2       | 5           | 1          | 0                 | 0                 | 0                 | 0                 | 34       | 2      | 5           | 1          |